# Шапел д'Алињ
Шапел д'Алињ (фр. Chapelle-d'Aligné) је насељено место у Француској у региону Лоара, у департману Сарт.
По подацима из 2011. године у општини је живело 1564 становника, а густина насељености је износила 47,34 становника/km².

## Демографија
| 1962. | 1968. | 1975. | 1982. | 1990. | 2011. |
| ----- | ----- | ----- | ----- | ----- | ----- |
| 1.235 | 1.148 | 1.067 | 1.041 | 1.098 | 1.564 |